# Kondō Jūzō
Kondō Jūzō (japanisch 近藤重蔵, eigentlich Kondō Morishige (近藤 守重); geboren 1771 in Edo; gestorben 16. Juli 1829 in der Provinz Ōmi) war ein japanischer Samurai, Erforscher Ezos, dem heutigen Hokkaidō. Er gehört zu den „Drei Zō (蔵) der der Bunsei-Zeit“.

## Leben und Werk
Kondō Jūzō, geboren in Edo, war Untergebener des Tokugawa-Shogunats. 1798 wurde er nach Ezo gesandt, um die Insel zu erforschen und zu vermessen. Insgesamt unternahm er vier Reisen dorthin und drängte das Shogunat, die Insel zu kolonialisieren. Bei seinen Erforschungen wurde Kondō in einem nicht geringen Maße unterstützt von dem auf Ezo lebenden, wohlhabenden Händler Takataya Kahei.
1808 wurde Kondō vom Shogunat zum „Kommissar für die Schriftstücke“ (書物奉行, Shomotsu bugyō), also zum Bibliothekar der Schogunatsbibliothek auf dem Momijiyama auf dem Gelände der Burg von Edo, ernannt. Neben seiner Schreibtätigkeit zu Gebieten wie Geographie und Verteidigung gab er die „Gaiban tsūsho“ (外蕃通書) heraus, eine Sammlung von Schriftstücken des Shogunats bezüglich der Auslandsbeziehungen, „Kenkyū ruiten“, eine Gesetzessammlung des Shogunats, und  „Kingin zuroku“ (金銀図録), eine Aufstellung zum japanischen Münz-Systems.
Als 1829 Kondōs ältester Sohn in einen Mordfall verwickelt wurde, wurde dieser auf eine Insel verbannt, Kondō selbst kam zum Omizo-Han (大溝藩) in der Provinz Ōmi in Arrest und starb, erkrankt, noch im selben Jahr.